# Robert Neuburger
Robert Neuburger est un psychiatre, psychothérapeute de famille français, directeur du Centre d'étude de la famille association (CEFA).

## Publications
- 1984 : L'Autre demande : Psychanalyse et thérapie familiale systémique, Paris, ESF, coll. « Sciences humaines appliquées », 107 p.  (ISBN 2-7101-0504-7) ; rééd. 1986  (ISBN 2-7101-0504-7), 1992  (ISBN 2-7101-0956-5), 2000  (ISBN 2-7101-1443-7), Payot & Rivages, 2003, coll. « Petite bibliothèque Payot » (no 481), 195 p.  (ISBN 2-228-89788-4)
- 1988 : L'Irrationnel dans le couple et la famille : À propos des petits groupes et de ceux qui les inventent, préf. de Philippe Caillé, Paris, ESF, coll. « Sciences humaines appliquées », 167 p.  (ISBN 2-7101-0737-6) ; rééd. 1993  (ISBN 2-7101-1017-2), 2000  (ISBN 2-7101-1458-5)
- 1993 : Entre institutions et familles, avec Claire Martin, Paris, Croix marine, coll. « Innovation », 72 p.  (ISBN 2-909605-02-7)
- 1995 : Le mythe familial, Paris, ESF, coll. « L'art de la psychothérapie », 180 p.  (ISBN 2-7101-1095-4) ; rééd. 2002, 197 p.  (ISBN 2-7101-1554-9), 2005  (ISBN 2-7101-1748-7)
- 1997 : Nouveaux couples, Paris, Odile Jacob, 189 p.  (ISBN 2-7381-0518-1)
- 2000 : Les territoires de l'intime : L'individu, le couple, la famille, Paris, Odile Jacob, 191 p.  (ISBN 2-7381-0834-2)
- 2002 : On arrête ? On continue ? : Faire son bilan de couple, ill. Patrick Rouchon, Paris, Payot & Rivages, rééd. 2013, 160 p.  (ISBN 978-2-228-90879-5) (BNF 43581158)
- 2003 : Les rituels familiaux : Essais de systémique appliquée, Paris, Payot & Rivages, 176 p.  (ISBN 2-228-89785-X) ; rééd. 2006, coll. « Petite bibliothèque Payot » (no 597), 217 p.  (ISBN 2-228-90118-0)
- 2004 : Après l'adoption : Comment font les parents, avec Cécile Dollé, Paris, Top Famille / Desclée de Brouwer, 137 p.  (ISBN 2-220-05172-2)
- 2005 : Les familles qui ont la tête à l'envers : Revivre après un traumatisme familial, Paris, Odile Jacob, 187 p.  (ISBN 2-7381-1430-X)
- 2006 : L'hypocondriaque, avec Gilles Dupin de Lacoste, Paris, Payot & Rivages, 2006, 173 p.  (ISBN 2-228-90031-1) ; rééd. 2009, coll. « Petite bibliothèque Payot » (no 708)  (ISBN 978-2-228-90431-5)
- 2008 : L'art de culpabiliser, ill. Tom Tirabosco, Paris, Payot & Rivages, 142 p.  (ISBN 978-2-228-90285-4) ; rééd. 2010, coll. « Petite Bibliothèque Payot » (no 755)  (ISBN 978-2-228-90538-1)
- 2010 : Première séance : 20 raisons d'entreprendre (ou non) une psychothérapie, Paris, Payot & Rivages, 221 p.  (ISBN 978-2-228-90602-9) : entretiens avec Robert Neuburger précédemment paru dans la revue Psychologies magazine (2008-2010)
- 2012 : Exister, Paris, Payot & Rivages, 156 p.  (ISBN 978-2-2289-0709-5)
- 2012 : Le Couple : le désirable et le périlleux, Paris, Payot & Rivages, 144 p.  (ISBN 9782228910163)
- 2024 : Écrire sa mère : à la recherche de l'amour perdu, Paris, Payot & Rivages, coll. « Payot Essais », 144 p.  (ISBN 978-2-228-93622-4)

Préfacier
- 2007 : Anne-Catherine Pernot-Masson, Faire son bilan de parent, Paris, Payot & Rivages, 206 p.  (ISBN 978-2-228-90181-9)
- 2008 : Émile Durkheim, La Prohibition de l'inceste et ses origines, Paris, Payot & Rivages,  coll. « Petite Bibliothèque Payot » (no 676), 140 p.  (ISBN 978-2-228-90339-4)
- 2008 : Émile Durkheim, Le Suicide : Étude de sociologie, Paris, Payot & Rivages, coll. « Petite Bibliothèque Payot » (no 692), 492 p.  (ISBN 978-2-228-90382-0)
- 2008 : Sacha Nacht, Le Masochisme, Paris, Payot & Rivages, coll. « Petite bibliothèque Payot » (no 674), 217 p.  (ISBN 978-2-228-90326-4)
- 2009 : Georges Devereux, La renonciation à l'identité : Défense contre l'anéantissement, Paris, [Payot & Rivages, coll. « Petite bibliothèque Payot » (no 728), 122 p.  (ISBN 978-2-228-90477-3)
- 2010 : Sigmund Freud, Psychologie de la vie amoureuse, trad. Olivier Mannoni, Paris, Payot & Rivages, coll. « Petite Bibliothèque Payot » (no 760, 104 p.  (ISBN 978-2-228-90552-7)
- 2010 : Anne-Catherine Pernot-Masson, Découvrez le parent qui est en vous, Paris, Payot & Rivages, coll. « Petite bibliothèque Payot » (no 752), 187 p.  (ISBN 978-2-228-90537-4)
- 2011 : Georges Devereux, Baubo, la vulve mythique, suivi de Sigmund Freud, Parallèle entre des mythes et une obsession visuelle, et Sándor Ferenczi, La nudité comme moyen d'intimidation, Paris, Payot & Rivages, coll. « Petite bibliothèque Payot » (no 823), 301 p.  (ISBN 978-2-228-90694-4)